# 21 mai 1959
Le jeudi 21 mai 1959 est le 141e jour de l'année 1959.

## Naissances
- Abdulla Yameen, président des Maldives
- Adriana Ozores, actrice espagnole
- Andreas Trautmann, footballeur allemand
- Antoine de Maximy, animateur de télévision français
- Brian Lenihan, Jnr (mort le 10 juin 2011), politicien irlandais
- Cordula Schubert, femme politique allemande
- Elhadji Diouf, homme politique sénégalais
- Janusz Trzepizur, athlète polonais
- Loretta Lynch, procureur général des États-Unis de 2015 à 2017
- Lowell Cunningham, auteur de bandes dessinées, scénariste
- Maryline Desbiolles, écrivaine française
- Nick Cassavetes, cinéaste américain
- Orlando Maldonado
- Sean Mooney
- Tom Dixon, Designer britannique

## Décès
- Irakli Tsereteli (né le 2 décembre 1881), journaliste géorgien

## Événements
- Début de championnat d'Europe de basket-ball 1959